# Théorème de Beatty
Le théorème de Beatty est un théorème d'arithmétique publié en 1926 par le mathématicien canadien Samuel Beatty (mais déjà mentionné par Lord Rayleigh en 1894) qui donne une condition nécessaire et suffisante sur deux réels pour que les deux suites de Beatty associées partitionnent ℕ*.

## Énoncé
Il affirme l'équivalence des deux points suivants, pour deux nombres réels {\displaystyle p} et {\displaystyle q} strictement positifs :
- Les nombres {\displaystyle p} et {\displaystyle q} sont irrationnels et vérifient {\displaystyle {\frac {1}{p}}+{\frac {1}{q}}=1.}
- Les deux suites d'entiers {\displaystyle P=(\mathrm {\lfloor } np\rfloor )_{n\in \mathbb {N} ^{*}}} et {\displaystyle Q=(\mathrm {\lfloor } nq\rfloor )_{n\in \mathbb {N} ^{*}}}, dites « suites de Beatty », forment une partition de l'ensemble ℕ*[1].

Ce résultat ne se généralise pas : il est impossible de partitionner ℕ* avec trois suites ou plus de cette forme. Une question plus générale est la conjecture de Fraenkel.

## Exemple
L'un des premiers exemples connus a été découvert dès 1907 par le mathématicien néerlandais Wythoff, indépendamment du théorème de Beatty. Pour {\displaystyle \varphi } le nombre d'or, nous avons :
{\displaystyle {\frac {1}{\varphi }}+{\frac {1}{\varphi ^{2}}}=1\,.}
Les deux suites obtenues sont alors :
- {\displaystyle \lfloor n\varphi \rfloor }, n > 0 : 1, 3, 4, 6, 8, 9, 11, 12, 14, 16, 17, 19, 21, 22, 24, 25, 27, 29, ... suite A000201 de l'OEIS
- {\displaystyle \lfloor n\varphi ^{2}\rfloor }, n > 0 : 2, 5, 7, 10, 13, 15, 18, 20, 23, 26, 28, 31, 34, 36, 39, 41, 44, 47, ... suite A001950 de l'OEIS

Les couples {\displaystyle (\lfloor n\varphi \rfloor ,\lfloor n\varphi ^{2}\rfloor )} apparaissent dans la résolution du jeu de Wythoff et caractérisent les positions à partir desquelles le joueur qui n'a pas le trait peut forcer sa victoire.

### Ouvrages
- Serge Francinou, Hervé Gianella et Serge Nicolas, Exercices de mathématiques, oraux X-ENS. Algèbre 1, Cassini
- (en) Ross Honsberger (en), Ingenuity in Mathematics, MAA, 1970, « Essay 12: Complementary Sequences », p. 93-110